# Сельское поселение Леуши
Се́льское поселе́ние Леуши — муниципальное образование в Кондинском районе Ханты-Мансийского автономного округа Российской Федерации.
Административный центр — село Леуши.

## История
Статус и границы сельского поселения установлены Законом Ханты-Мансийского автономного округа - Югры от 25 ноября 2004 года № 63-оз «О статусе и границах муниципальных образований Ханты-Мансийского автономного округа - Югры»

## Население
| 2010  | 2012  | 2013  | 2014  | 2015  | 2016  | 2017  |
| ----- | ----- | ----- | ----- | ----- | ----- | ----- |
| 2896  | ↘2757 | ↘2641 | ↘2555 | ↘2523 | ↘2456 | ↗2468 |
| 2018  | 2019  | 2020  | 2021  |       |       |       |
| ↘2426 | →2426 | ↗2437 | ↗2645 |       |       |       |

## Состав сельского поселения
| № | Населённый пункт | Тип населённого пункта       | Население |
| - | ---------------- | ---------------------------- | --------- |
| 1 | Дальний          | посёлок                      | 158       |
| 2 | Леуши            | село, административный центр | 1197      |
| 3 | Лиственичный     | посёлок                      | 831       |
| 4 | Ягодный          | посёлок                      | 710       |